# Go Wild! Mission Wildnis
Go Wild! Mission Wildnis (englisch Wild Kratts) ist eine US-amerikanisch-kanadische Zeichentrickserie, die seit 2010 produziert wird. Die erste deutsche Ausstrahlung erfolgte auf Super RTL. Die Brüder Martin und Chris Kratt sind nicht nur die Produzenten der Serie, sondern sprechen im Original auch ihre eigenen Figuren in der Serie, die verschiedene Abenteuer in der Tierwelt erleben.

## Handlung und Aufbau
Im Mittelpunkt der Serie stehen die zwei Brüder Martin und Chris Kratt. Sie sind von Tieren fasziniert und haben es sich zur Aufgabe gemacht, alle Geheimnisse der Tierwelt zu ergründen. Dazu reisen sie mit ihrem schildkrötenförmigen mobilen Hauptquartier, das aufgrund seiner schildkrötenartigen Gestalt „Tortuga“ genannt wird, um die Welt und erkunden die verschiedenen Habitate. Immer wieder müssen sie dabei in Gefahr geratene oder durch einen ihrer Gegenspieler entführte Tiere retten. Demnach schließt eine Episode meist mit einem Wiederaufbau verwüsteter Lebensräume oder einer Zusammenführung der Tierfamilien ab.
Unterstützt werden sie dabei von der jungen Technikerin Stella (orig. Aviva), der Computerexpertin Chloe (orig. Koki) und dem Hippie Jimmy. Die Brüder nutzen auf ihren Abenteuern futuristische und Science-Fiction-ähnliche Ausrüstung., wie die fast in jeder Episode benutzten „Wild-Power-Anzüge“, mit denen sie die Eigenschaften und Fähigkeiten der betreffenden Tiere erhalten.
Jede Folge (ab Staffel 2) setzt mit einer Sequenz der echten Kratt-Brüder und den in der Folge zu behandelnden Tieren ein, in dem sie sich vorstellen, wie es wäre, ein besonderes Abenteuer mit diesen zu erleben. Mit der Frage „Was wäre, wenn...?“ leiten die Brüder in den Zeichentrickfilm über und das Abenteuer beginnt. Nach dessen Ende fassen die echten Kratt-Brüder das gelernte zusammen und schließen die Episode ab.
Eine gewöhnliche Folge dauert etwa 24 bis 26 Minuten, wovon der Zeichentrick-Teil etwa 22 Minuten einnimmt. Einige Folgen sind als etwa einstündige Doppelepisoden konzipiert, werden aber auch teilweise zweigeteilt ausgestrahlt.

## Konzeption
Das Format richtet sich im Wesentlichen an Sechs- bis Achtjährige. Ziel ist es, den Kindern Naturgeschichte und altersgerechte Wissenschaft beizubringen, indem sie auf ihrem „natürlichen Interesse“ an Tieren aufbauen. Dabei sollen grundlegende Beobachtungs- und Untersuchungsfähigkeiten entwickelt und gestärkt sowie eine Begeisterung für die Wissenschaft geschaffen werden, wobei die wissenschaftlichen Elemente stets in die Handlung der einzelnen Episoden integriert sind.
Die verschiedenen Charaktere von Go Wild! sollen „kulturell vielfältige Vorbilder“ darstellen, um eine breite Identifikation zu ermöglichen. Der Schwerpunkt der naturwissenschaftlichen Inhalte liegt auf der Unterstützung von US-amerikanischen und kanadischen Lehrplänen. Der Erfolg der Protagonisten durch einen forschungsbasierten Ansatz sowie der Misserfolg der unsystematischen Antagonisten, soll Kindern eine klare Botschaft senden und zum kritischen Denken ermutigen.

## Charaktere
Die wichtigsten Charaktere sind das „Wild-Team“ aus Chris und Martin Kratt sowie ihren Unterstützern Stella, Chloé und Jimmy. Dazu treten in einem Großteil der Folgen vier Gegenspieler, teilweise mit Gehilfen auf.

### Eigenschaften
- Martin Kratt: Der vier Jahre ältere Bruder ist der Tollpatschige der beiden. Er ist enthusiastisch, künstlerisch begabt und der witzigere Part. Er versetzt sich gerne in die Lage der Tiere und gibt ihnen Spitznamen. Er hat blonde Haare und blaue Augen und trägt meist eine graublaue Jacke und beigefarbene Shorts. Seine Erkennungsfarbe ist Blau.[8][9]
- Chris Kratt: Der jüngere Bruder ist der Fokussiertere und Pragmatischere der beiden. Er denkt technisch und logisch und hat ein großes Wissen über Tiere, dass er statistisch festhält. Er hat braune Haare und Augen und trägt meist eine olivgrüne Jacke und beigefarbene Shorts. Seine Erkennungsfarbei ist Grün.
- Stella Corcovado (orig. Aviva Corcovado): Die Technikerin und Mechanikerin ist ein technisches Genie und hat auch die „Tortuga“ konstruiert. Von ihr stammen die „Wild-Power-Anzüge“, welche die Kratt-Brüder bei ihren Missionen verwenden.[8][9] Sie hat Spanisch als zweite Muttersprache und tritt besonders modisch auf. Sie hat dunkelbraune Haare und graubraune Augen und trägt meist eine gelbe Jacke und eine blaue Jeans. Ihre Erkennungsfarbei ist Violett.
- Chloé (orig. Koki): Die schlagfertige Afroamerikanerin ist die Computerexpertin und Datenverwalterin der „Tortuga“. Sie besorgt nötige Informationen aus dem Internet und entwickelt das Verteidigungssystem der „Tortuga“.[8] Sie trägt den Afrolook, ein dunkelrotes Shirt mit Stern und eine gelbe Hose. Ihre Erkennungsfarbei ist Orange.
- Jimmy (orig. Jimmy Z): Der Hippie ist der Pilot der „Tortuga“, wirkt aber häufig ungeschickt, unsicher und zögerlich.[8] Er trägt lange, rote Haare, einen Ziegenbart und einen grauen Pullover sowie eine Kappe und rotkarierte Shorts.
- Zach Van Tech (orig. Zach Varmitech): Er bezeichnet sich selbst als Technikgenie, kann aber nicht mit Stella mithalten. Zach hasst alles Grüne und die Natur und will alles auf der Welt industrialisieren. Von Tieren hat er keine Ahnung und außerdem schreckliche Angst. Im Laufe der Serie wird deutlich, dass er für Donita schwärmt.
- Donita Donata: Diese Diva ist völlig modeverliebt und betrachtet Tiere nur als Lieferanten für stylische Klamotten. Unterstützt wird sie von ihrem muskulösen, aber dümmlich wirkenden Gehilfen Dabio. Auch wenn sie das „Wild-Team“ nicht leiden kann und diese aufgrund derer Tierrettungsaktionen als Konkurrenten sieht, sieht man in der Serie, dass sie in Martin verliebt ist, da sie immer wieder (heftig) mit ihm flirtet (er ist der Einzige, der mit „Martino“ einen durchgängigen Spitznamen von ihr bekommt) und kein Problem damit hat ihn gefangen zu halten; auch fragt sie ihn des Öfteren nach seiner Meinung zu ihren Ideen, ruft ihn aufgrund von Mode-Inspirationen an und nennt ihn in ihrer Debüt-Folge ganze zwei Male „Liebling“.
- Gaston Gourmand: Ein französischer Koch, für den die Regel gilt: „je seltener desto besser“. Er schreckt nicht davor zurück, Omelettes aus Eiern seltener Vögel zuzubereiten, nur um reich zu werden.
- Petra Pflasterstein (orig. Paisley Paver): Diese Frau hasst die Natur, sie ist ihr zu unordentlich und schmutzig; daher will sie alle Natur asphaltieren und im Anschluss gewaltige Gebäude errichten. Unterstützt wird Paisley durch ihren Gehilfen Rex, der jedes Mal sehr erfreut ist, wenn es etwas zu asphaltieren gibt.

### Synchronisation
Die deutsche Synchronisation entstand bei der Splendid Synchron GmbH.
| Rolle               | Darsteller / Sprecher | Deutsche Synchronisation | Deutsche Synchronisation |
| Rolle               | Darsteller / Sprecher | bis Staffel 3            | ab Staffel 4             |
| ------------------- | --------------------- | ------------------------ | ------------------------ |
| Stella Corcovado    | Athena Karkanis       | Corinna Dorenkamp        | Corinna Dorenkamp        |
| Jimmy               | Jonathan Malen        | Markus Haase             | Markus Haase             |
| Chris Kratt         | Chris Kratt           | Simon Roden              | Heiko Obermöller         |
| Martin Kratt        | Martin Kratt          | Louis Friedemann Thiele  | Louis Friedemann Thiele  |
| Chloe               | Heather Bambrick      | Demet Fay                | Sarah Liu                |
| Zach Van Tech       | Zachary Bennett       | Felix Strüven            | Felix Strüven            |
| Gaston Gourmand     | Zachary Bennett       | Renier Baaken            |                          |
| Donita Donata       | Eva Almos             | Ilya Welter              | Ilya Welter              |
| Dabio               | Cory Doran            | Thomas Balou Martin      |                          |
| Petra Pflasterstein | Julie Lemieux         | —                        | Caro Scrimali            |
| Rex                 | Cory Doran            | —                        | Christian Wunderlich     |

## Wiederkehrende Elemente

### „Wild-Power-Anzüge“
Die „Wild-Power-Anzüge“ bestehen aus Westen und Handschuhen. Auf den Westen befindet sich ein Aktivierungsmodul, womit sie sich aktivieren und deaktivieren lassen. Dort wird eine „Wild-Disk“ eingesetzt. Um die Fähigkeiten („Wild-Power“) des entsprechenden Tieres zu erhalten, müssen die Träger das Tier berühren und das Modul drücken. In den meisten Episoden existieren nur zwei Anzüge für die Kratt-Brüder, stellweise tauchen allerdings weitere für die anderen Teammitglieder auf.

### Die „Tortuga“ und ihre Funktionen
Die „Tortuga“ (im Original „Tortuga HQ“) ist das mobile Hauptquartier des „Wild-Teams“. Sie dient als Aufenthalts- und Wohnort für das Team, Sammlung für Erfindungen und Transportgerät und erscheint in nahezu jeder Episode. Der Name „Tortuga“ ist das spanische Wort für Schildkröte, denen sie optisch nachempfunden ist. Das Gefährt kann sowohl laufen, als auch fliegen, schweben sowie später (ab Episode 54) auch schwimmen und tauchen. Außerdem hat es verschiedene Modi und Funktionen (siehe unten). Als Stromzufuhr dienen sogenannte Tellur-Kristalle, ohne die die Tortuga nicht mehr funktioniert (passiert in Episode 60 „Rettet die Tortuga!“).
Die „Tortuga“ ist standardmäßig türkisfarben, von Staffel 1 auf 2 wurde allerdings die sonstige Optik grundlegend angepasst. An ihren Seiten liegt jeweils ein Haupttor mit Rampen zum Betreten und Verlassen des Fahrzeugs. Außerdem kann der Schildkröten-Mund, über dem sich auf Höhe der Augen das Cockpit befindet, zu einer Rampe geöffnet werden. Am oberen Teil des Panzers gibt es zudem ein Glasdach, dass sich öffnen und zu einer Terrasse erweitern lässt. Das Innere der „Tortuga“ ist größtenteils in weiß mit blauen und grauen Elementen gestaltet.
| Funktion                            | Beschreibung |
| Fähigkeiten                         | Fähigkeiten |
| ----------------------------------- | --- |
| Fliegen / Schweben                  | Erlaubt dem Gefährt das Fliegen und das Schweben auf der Stelle.                                                                                             |
| Schwimmen / Tauchen                 | Ermöglicht eine Gleiten und Tauchen durch das Wasser durch veränderte Beine (Flossen) und Panzer (ab Episode 54 „Die Tortuga lernt schwimmen!“).             |
| Abwehrmodus                         | Riegelt sämtlich Türen und Fenster ab, um fremden Personen oder gefährlichen Tieren den Zutritt zu erschweren.                                               |
| Wutmodus                            | Versetzt das Gefährt in eine angriffslustige Phase. |
| Tarnmodus                           | Erzeugt eine Änderung der Farbe und Optik, um sich der Umgebung anzupassen (bspw. nach Muster einer bestimmten Schildkrötenart oder vollständig unsichtbar). |
| Bestandteile                        | |
| Funk- und Telekommunikationskonsole | Hier wird via „Wild-Pad“ kommuniziert oder auch Videoanrufe getätigt. Es ist hier auch möglich Videos oder Landkarten anzusehen.                             |
| Beamer                              | Dieser Teleporter dient dazu, bestimmte Lieferungen ohne Zeitverzögerung zu versenden („beamen“) und wird von Jimmy einen Joystick bedient.                  |
| Disk-Drucker                        | Dieser „Drucker“ kann auf runden CD-ähnlichen Scheiben, „Wild-Disks“ genannt, die Tiermerkmale für die „Wild-Power-Anzüge“ speichern.                        |
| Schrumpfstrahler                    | Ein System, um die Teammitglieder zu schrumpfen, um auch kleinere Tiere erforschen zu können. Es gibt auch eine tragbare Version.                            |
| Erfindergarage                      | In dem Raum zwischen den Haupttoren im Rumpf werden Erfindungen und Fortbewegungsmittel gelagert.                                                            |
| Solarzellen                         | Diese sorgen für gelegentliche Stromzufuhr. |
| Tellurkristall-Powerstation         | Hier entsteht der wesentliche Anteil des Stroms. |

## Produktion und Veröffentlichung
Die Serie wird seit 2011 von der 9 Story Media Group und der Kratt Brothers Company, der Produktionsfirma der Brüder Chris Kratt und Martin Kratt, in Kooperation mit TVO Kids, Knowledge Kids und Tele-Quebec produziert. Von den Brüdern stammt auch das Konzept der Serie. Regie führten Luc Chamberland, Eva Almos, Chris Kratt und Martin Kratt; die Musik komponierte Pure West. Daneben sind zahlreiche Animatoren und Redakteure an der Serie beteiligt.
Seit dem 3. Januar 2011 wird die Serie vom Public Broadcasting Service zunächst auf dem Kanal PBS Kids Go!, später auf PBS Kids in den Vereinigten Staaten ausgestrahlt. In Kanada findet die Ausstrahlung durch TVOntario (zunächst TVOParents, dann TVOKids), Knowledge Network (Knowledge Kids) und Tele-Quebec statt. Die deutsche Fassung wurde erstmals am 22. Oktober 2012 von Super RTL im Kinder-Programmfenster „Toggo“ gezeigt. PBS Kids Go! stellte rund 500.000 US-Dollar zur Verfügung um die Serie zu entwickeln.

## Episoden
| Nr. (ges.) | Nr. (St.) | Deutscher Titel | Originaltitel           | Erstausstrahlung USA | Deutschsprachige Erstveröffentlichung (D) |
| ---------- | --------- | --------------- | ----------------------- | -------------------- | ----------------------------------------- |
| 0          | 0         | -               | Polar Bears Don’t Dance | 1. Feb. 2011         | -                                         |

| Nr. (ges.) | Nr. (St.) | Deutscher Titel                          | Originaltitel                       | Erstausstrahlung USA | Deutschsprachige Erstveröffentlichung (D) |
| ---------- | --------- | ---------------------------------------- | ----------------------------------- | -------------------- | ----------------------------------------- |
| 1          | 1         | Kroko-Kinder                             | Mom of a Croc                       | 3. Jan. 2011         | 18. März 2013                             |
| 2          | 2         | Wal gegen Kalmar                         | Whale Of A Squid                    | 4. Jan. 2011         | 19. März 2013                             |
| 3          | 3         | Die Buddelmeister der Savanne            | Aardvark Town                       | 5. Jan. 2011         | 20. März 2013                             |
| 4          | 4         | Der Flug der Drachenechse                | Flight Of The Draco                 | 6. Jan. 2011         | 21. März 2013                             |
| 5          | 5         | Das Geheimnis der Regenwürmer            | Mystery Of The Squirmy Wormy        | 7. Jan. 2011         | 22. März 2013                             |
| 6          | 6         | Das Schnabeltier-Omelett                 | Platypus Cafe                       | 1. Feb. 2011         | 23. März 2013                             |
| 7          | 7         | Der Biberteich ist in Gefahr!            | Build It Beaver                     | 13. Jan. 2011        | 24. März 2013                             |
| 8          | 8         | Die Reise der Schmetterlinge             | Voyage Of The Butterflier XT        | 17. Jan. 2011        | 25. März 2013                             |
| 9          | 9         | Die Honigliebhaber                       | Honey Seekers                       | 19. Jan. 2011        | 26. März 2013                             |
| 10         | 10        | Das Wettangeln                           | Bass Class                          | 20. Jan. 2011        | 27. März 2013                             |
| 11         | 11        | Der Glühwürmchencode                     | Fireflies                           | 24. Jan. 2011        | 28. März 2013                             |
| 12         | 12        | Die Perlentaucher der Arktis             | Mystery Of The Weird Looking Walrus | 27. Jan. 2011        | 30. März 2013                             |
| 13         | 13        | Wenn man vom Tasmanischen Teufel spricht | Tazzy Chris                         | 31. Jan. 2011        | 30. März 2013                             |
| 14         | 14        | Das unbekannte Seeungeheuer              | Octopus Wildkratticus               | 3. Feb. 2011         | 31. März 2013                             |
| 15         | 15        | Die flinken Wassersprinter               | Walk On The Wetside                 | 21. Feb. 2011        | 29. Okt. 2012                             |
| 16         | 16        | Ein Elefant im Porzellanladen            | Elephant In The Room                | 22. Feb. 2011        | 23. Okt. 2012                             |
| 17         | 17        | Die Nashörner sind los!                  | Let The Rhinos Roll!                | 28. März 2011        | 22. Okt. 2012                             |
| 18         | 18        | Kickboxen mit Kängurus                   | Kickin’ It With The Roos            | 23. Mai 2011         | 28. Okt. 2012                             |
| 19         | 19        | Die Eichel-Olympiade                     | The Blue And The Gray               | 22. Apr. 2011        | 30. Okt. 2012                             |
| 20         | 20        | Die Großstadtfalken                      | Falcon City                         | 21. Apr. 2011        | 1. Nov. 2012                              |
| 21         | 21        | Ein Koala in der Wüste                   | Koala Balloon                       | 11. Juli 2011        | 2. Nov. 2012                              |
| 22         | 22        | Das Gepardenrennen                       | Cheetah Racer                       | 2. Sep. 2011         | 24. Okt. 2012                             |
| 23         | 23        | Der Alarm der Nasenaffen                 | Ker-Honk                            | 30. Dez. 2011        | 25. Okt. 2012                             |
| 24         | 24        | Die Geparden-Tarnung                     | Mimic                               | 18. Okt. 2011        | 26. Okt. 2012                             |
| 25         | 25        | Karakal-Ball                             | Caracal-Minton                      | 2. Apr. 2012         | 4. Nov. 2012                              |
| 26         | 26        | Zebrastreifen                            | Zig-Zagged                          | 14. Mai 2012         | 5. Nov. 2012                              |
| 27         | 27        | Die Affenmedizin                         | A Huge Orange Problem               | 4. Juni 2012         | 6. Nov. 2012                              |
| 28         | 28        | Der Tiefsee-Yeti                         | Seasquatch                          | 22. Okt. 2012        | 7. Nov. 2012                              |
| 29         | 29        | Fressen und gefressen werden             | The Food Chain Game                 | 16. Jan. 2012        | 8. Nov. 2012                              |
| 30         | 30        | Geheimnisvolle Kreaturen                 | Masked Bandits                      | 25. Okt. 2011        | 31. Okt. 2012                             |
| 31         | 31        | Pollenflug!                              | Flight Of The Pollinators           | 30. März 2012        | 9. Nov. 2012                              |
| 32         | 32        | Der Gecko-Effekt                         | The Gecko Effect                    | 23. Okt. 2012        | 11. Nov. 2012                             |
| 33         | 33        | Der kleine Heuler                        | Little Howler                       | 19. Okt. 2011        | 12. Nov. 2012                             |
| 34         | 34        | Ein stacheliger Geburtstag               | Quillber’s Birthday Present         | 25. Okt. 2012        | 13. Nov. 2012                             |
| 35         | 35        | Ein Haus für eine Fledermaus             | A Bat In The Brownies               | 24. Okt. 2011        | 13. Dez. 2012                             |
| 36         | 36        | Haialarm!                                | Stuck On Sharks                     | 17. Okt. 2011        | 14. Dez. 2012                             |
| 37         | 37        | Gefiederte Tänzer                        | Birds Of A Feather                  | 7. Sep. 2012         | 14. Nov. 2012                             |
| 38         | 38        | Die Regenwald-Kobolde                    | Googly-Eye: The Night Guru          | 24. Okt. 2012        | 18. Nov. 2012                             |
| 39         | 39        | Rettet die Raubvögel!                    | Raptor Round-Up                     | 20. Okt. 2011        | 19. Nov. 2012                             |

| Nr. (ges.) | Nr. (St.) | Deutscher Titel                     | Originaltitel                    | Erstausstrahlung USA | Deutschsprachige Erstveröffentlichung (D) |
| ---------- | --------- | ----------------------------------- | -------------------------------- | -------------------- | ----------------------------------------- |
| 40         | 1         | Der feuerspeiende Riese             | Bad Hair Day                     | 15. Okt. 2012        | 14. Sep. 2013                             |
| 41         | 2         | Die verlorene Flusspferd-Disc       | Race For The Hippo Disc          | 16. Okt. 2012        | 15. Sep. 2013                             |
| 42         | 3         | Tierisches Kräftemessen             | Creature Power Challenge         | 17. Okt. 2012        | 16. Sep. 2013                             |
| 43         | 4         | Von Termiten entführt               | Termites Versus Tongues          | 18. Okt. 2012        | 17. Sep. 2013                             |
| 44         | 5         | Das Comeback der Truthähne          | Happy Turkey Day!                | 19. Nov. 2012        | 18. Sep. 2013                             |
| 45         | 6         | Das Rätsel der langen Giraffenhälse | Neck And Neck                    | 18. Jan. 2013        | 19. Sep. 2013                             |
| 46         | 7         | Klammeraffenzirkus!                 | Bugs Or Monkeys?                 | 1. Apr. 2013         | 20. Sep. 2013                             |
| 47         | 8         | Das Geheimnis der Seidenspinnen     | Secrets Of The Spider’s Web      | 31. Okt. 2012        | 21. Sep. 2013                             |
| 48         | 9         | Der schwarze Jaguar                 | Shadow: The Black Jaguar         | 2. Apr. 2013         | 22. Sep. 2013                             |
| 49         | 10        | Der unfassbare Kolibri              | To Touch A Hummingbird           | 5. Juli 2013         | 23. Sep. 2013                             |
| 50         | 11        | Die wunderbare Welt der Faultiere   | Rainforest Stew                  | 3. Apr. 2013         | 24. Sep. 2013                             |
| 51         | 12        | Seepferdchen sind keine Ohrringe!   | Seahorse Rodeo                   | 23. Dez. 2013        | 25. Sep. 2013                             |
| 52         | 13        | Sprichst du Delfinisch?             | Speaking Dolphinese              | 5. Feb. 2013         | 26. Sep. 2013                             |
| 53         | 14        | Sauberes Wasser, gesunde Frösche!   | Aqua Frog                        | 26. Dez. 2013        | 27. Sep. 2013                             |
| 54         | 15        | Die Tortuga lernt schwimmen!        | Tortuga Tune-up                  | 21. Aug. 2013        | 28. Sep. 2013                             |
| 55         | 16        | Kugelfische in der Karibik          | Blowfish Blowout                 | 7. Feb. 2013         | 29. Sep. 2013                             |
| 56         | 17        | Der schnellste Läufer der Wüste     | Road Runner                      | 22. Aug. 2013        | 30. Sep. 2013                             |
| 57         | 18        | Rettungsmission ‚Korallenriff‘      | Rocket Jaw: Rescuer Of The Reef  | 27. Dez. 2013        | 1. Okt. 2013                              |
| 58         | 19        | Borstenkaninchen im Schnee          | Snow Runners                     | 18. Feb. 2013        | 2. Okt. 2013                              |
| 59         | 20        | Die Invasion der Baumfresser        | Attack Of The Tree Eating Aliens | 7. Juni 2013         | 4. Okt. 2013                              |
| 60         | 21        | Rettet die Tortuga!                 | Rattlesnake Crystal              | 19. Aug. 2013        | 5. Okt. 2013                              |
| 61         | 22        | Angriff der Stinktiere              | Skunked                          | 25. Okt. 2013        | 6. Okt. 2013                              |
| 62         | 23        | Mission „Gilatier“                  | Gila Monster Under My House      | 20. Aug. 2013        | 7. Okt. 2013                              |
| 63         | 24        | Wüstenelfen und springende Bohnen   | Desert Elves                     | 18. Nov. 2013        | 8. Okt. 2013                              |
| 64         | 25        | Stellas Murmeltiertag               | Groundhog Wake-Up Call           | 31. Jan. 2014        | 9. Okt. 2013                              |
| 65         | 26        | Das Leben unter der Schneedecke     | Journey To The Subnivean Zone    | 30. Jan. 2014        | 10. Okt. 2013                             |

| Nr. (ges.) | Nr. (St.) | Deutscher Titel                              | Originaltitel                                   | Erstausstrahlung USA | Deutschsprachige Erstveröffentlichung (D) |
| ---------- | --------- | -------------------------------------------- | ----------------------------------------------- | -------------------- | ----------------------------------------- |
| 66         | 1         | Die Tauschbörse der Einsiedlerkrebse         | Hermit Crab Shell Exchange                      | 7. Apr. 2014         | 12. Apr. 2014                             |
| 67         | 2         | Wenn Fische fliegen                          | When Fish Fly!                                  | 10. Apr. 2014        | 13. Apr. 2014                             |
| 68         | 3         | Kleiner Otter auf großer Fahrt               | Slider: The Otter                               | 22. Juli 2014        | 14. Apr. 2014                             |
| 69         | 4         | Mission Moskito                              | Mosquito Dragon                                 | 21. Juli 2014        | 15. Apr. 2014                             |
| 70         | 5         | Unter der Eisdecke                           | Under Frozen Pond                               | 19. Jan. 2015        | 4. Sep. 2014                              |
| 71         | 6         | Die Pantherbabysitter                        | Search For The Florida Panther                  | 23. Juli 2014        | 30. Aug. 2014                             |
| 72         | 7         | Der verlorene Schlüssel                      | Osprey                                          | 11. Apr. 2014        | 16. Apr. 2014                             |
| 73         | 8         | Das Opossum in meiner Tasche                 | Opossum In My Pocket                            | 24. Juli 2014        | 17. Apr. 2014                             |
| 74         | 9         | Bandito, der Schwarzfußiltis                 | Bandito: The Black-Footed Ferret                | 9. Apr. 2014         | 18. Apr. 2014                             |
| 75         | 10        | Im Land der wilden Bisons                    | Where The Bison Roam                            | 8. Apr. 2014         | 19. Apr. 2014                             |
| 76         | 11        | Krokodil oder Alligator?                     | Crocogator Contest                              | 21. Juli 2014        | 26. Apr. 2014                             |
| 77         | 12        | Die schnellsten Läufer der Tierwelt          | The Amazing Creature Race                       | 8. Juli 2014         | 22. Apr. 2014                             |
| 78         | 13        | Ein Sturm auf der Prärie                     | Prairie Who?                                    | 9. Juli 2014         | 23. Apr. 2014                             |
| 79         | 14        | Die Vögel der Prärie                         | Mystery On The Prairie                          | 10. Juli 2014        | 24. Apr. 2014                             |
| 80         | 15        | Lemurenjagd mit Chamäleon-Power              | Chameleons On Target                            | 20. Apr. 2015        | 25. Apr. 2014                             |
| 81         | 16        | Muttertag mit Hindernissen                   | Fossa Palooza!                                  | 22. Juli 2015        | 31. Aug. 2014                             |
| 82         | 17        | Mini-Madagaskar                              | Mini Madagascar                                 | 22. Juli 2015        | 1. Sep. 2014                              |
| 83         | 18        | Aye-Aye, Piraten!                            | Aye Aye                                         | 8. Juli 2015         | 2. Sep. 2014                              |
| 84         | 19        | Menu auf Madagaskar                          | Lemur Legs                                      | 15. Juli 2015        | 3. Sep. 2014                              |
| 85         | 20        | Was riecht denn da?                          | Lemur Stink Fight!                              | 21. Apr. 2015        | 4. Sep. 2014                              |
| 86         | 21        | Affenalarm auf Madagaskar!                   | Golden Bamboo Lemur                             | 15. Juli 2015        | 5. Sep. 2014                              |
| 87         | 22        | Schatzsuche auf Madagaskar                   | Tenrec Treasure Hunt                            | 8. Juli 2015         | 6. Sep. 2014                              |
| 88         | 23        | Fangschrecken-Power!                         | Praying Mantis                                  | 12. Aug. 2015        | 7. Sep. 2014                              |
| 89         | 24        | Fang das Fischmobil!                         | Capture The Fishmobile                          | 22. Apr. 2015        | 8. Sep. 2014                              |
| 90         | 25        | Eine tierische Zeitreise zu den Dodos        | Back In Creature Time, Part 1 – Go Dodo Go      | 7. Juli 2015         | 9. Sep. 2014                              |
| 91         | 26        | Eine tierische Zeitreise zu den Beutelwölfen | Back In Creature Time, Part 2 – Tasmanian Tiger | 7. Juli 2015         | 10. Sep. 2014                             |

| Nr. (ges.) | Nr. (St.) | Deutscher Titel                         | Originaltitel                         | Erstausstrahlung USA | Deutschsprachige Erstveröffentlichung (D) |
| ---------- | --------- | --------------------------------------- | ------------------------------------- | -------------------- | ----------------------------------------- |
| 92         | 1         | Die Gottesanbeterin                     | Liturgusa Krattorum                   | 16. Jan. 2017        | 13. März 2020                             |
| 93         | 2         | Pandas in Gefahr                        | Panda Power Up!                       | 19. Juli 2016        | 14. März 2020                             |
| 94         | 3         | Die Schneeeuleninvasion                 | Snowy Owl Invasion                    | 17. Jan. 2017        | 15. März 2020                             |
| 95         | 4         | Rettung der Schuppentiere               | Pangolin Rescue                       | 20. Juli 2016        | 16. März 2020                             |
| 96         | 5         | Tierische Weihnachten – Teil 1          | A Creature Christmas – Part 1         | 25. Nov. 2015        | 18. Sep. 2020                             |
| 97         | 6         | Tierische Weihnachten – Teil 2          | A Creature Christmas – Part 2         | 25. Nov. 2015        | 21. Sep. 2020                             |
| 98         | 7         | Das Wild Team in Seenot                 | Puffin Rescue                         | 18. Jan. 2017        | 17. März 2020                             |
| 99         | 8         | Ein Wettlauf in der Gezeitenzone        | Stars of the Tides                    | 29. Juli 2015        | 18. März 2020                             |
| 100        | 9         | Der letzte große Hummer                 | The Last Largest Lobster              | 29. Juli 2015        | 19. März 2020                             |
| 101        | 10        | Der Goldstumpfnasenmann                 | Golden Snub Nosed Monkey Man          | 21. Juli 2016        | 20. März 2020                             |
| 102        | 11        | Die anderen Martins                     | The Other Martins                     | 26. Apr. 2016        | 21. März 2020                             |
| 103        | 12        | Ein aal-lektrischer Notfall             | Eel-lectric!                          | 19. Jan. 2017        | 22. März 2020                             |
| 104        | 13        | Das Geheimnis des Doppelhorn-Narwals    | Mystery of the Two-Horned Narwhal     | 9. Jan. 2017         | 23. März 2020                             |
| 105        | 14        | Schwimmen mit Seeottern                 | Sea Otter Swim                        | 27. Apr. 2016        | 24. März 2020                             |
| 106        | 15        | Ein pelziges Fundstück                  | Red Panda Rescue                      | 22. Juli 2016        | 25. März 2020                             |
| 107        | 16        | Von schwarzen und weißen Bären          | Spirit Bear                           | 29. Apr. 2016        | 26. März 2020                             |
| 108        | 17        | Farbenfrohes China                      | The Colours of China                  | 25. Juli 2016        | 27. März 2020                             |
| 109        | 18        | Mini-Tortuga in Gefahr                  | Box Turtled In!                       | 25. Apr. 2016        | 28. März 2020                             |
| 110        | 19        | Die ältesten Tiere der Welt             | Animals That Live to Be 100 Years Old | 28. Apr. 2016        | 29. März 2020                             |
| 111        | 20        | Die Meisterschützen der Unterwasserwelt | Archerfish School                     | 10. Apr. 2017        | 30. März 2020                             |
| 112        | 21        | Die Wölfe des Ozeans                    | This Orca Likes Sharks                | 11. Apr. 2017        | 31. März 2020                             |
| 113        | 22        | Von Jägern und Beutetieren              | Baby Tooth and Kid Musky              | 12. Apr. 2017        | 1. Apr. 2020                              |
| 114        | 23        | Ungewöhnliche Tierfreundschaften        | Cheetah Adopted                       | 13. Apr. 2017        | 2. Apr. 2020                              |
| 115        | 24        | Die verlorene Souvenir-Sammlung         | Musk Ox Mania                         | 14. Apr. 2017        | 3. Apr. 2020                              |
| 116        | 25        | Abenteuer in der Tiefsee – Teil 1       | Creatures of the Deep Sea – Part 1    | 23. Nov. 2016        | 4. Apr. 2020                              |
| 117        | 26        | Abenteuer in der Tiefsee – Teil 2       | Creatures of the Deep Sea – Part 2    | 23. Nov. 2016        | 5. Apr. 2020                              |